# Denervierung
Als Denervierung (englisch Denervation, französisch Dénérvation), auch Entnervung oder Enervation genannt, bezeichnet man das vollständige oder partielle Unterbrechen von Nervenbahnen zwischen einem Organ und dem Gehirn oder der eines Großhirnareals von seinen nervalen Verbindungen. Im Ergebnis handelt es sich um eine Isolierung eines Organs, einer Muskelgruppe oder eines Körpergliedes durch Entfernung seiner Nerven.

## Formen der Denervierung
Eine Denervierung kann sowohl gezielt, beispielsweise zur Bekämpfung chronischer Schmerzen, spastischen Lähmungen wie der infantilen spastischen Diplegie (Little-Syndrom), bestimmten zentralmotorischen Störungen (u. a. Parkinson-Krankheit) durchgeführt werden oder auch eine unerwünschte Folge eines Traumas oder einer neurologischen Erkrankung sein, bei der die Nervenbahnen unterbrochen werden.

## Methoden der Denervierung
Bei einer Neurotomie (‚Nervenschnitt‘) werden die Nervenfasern vollständig oder teilweise durchtrennt. Dies kann beispielsweise mit einem Skalpell erfolgen. Verbreiteter ist mittlerweile die Radiofrequenz-Neurotomie, bei der die Nervenbahnen thermisch durchtrennt werden.
Im Gegensatz zur Neurotomie wird bei der Neurektomie ein Teilstück des Nervs bewusst herausgeschnitten. Die Neurektomie ist die Ultima Ratio bei chronischen Schmerzzuständen.
Bei einer Sympathektomie werden einzelne Ganglien des Sympathikus operativ durchtrennt. Auch per Laser können Nervenbahnen gezielt durchtrennt werden.

## Temporäre Denervierung
Eine vorübergehende Denervierung kann zum Beispiel auch aus probatorischen Gründen erforderlich werden. Sie kann auf chemischen Weg, beispielsweise durch die Injektion von Novocain, Ethanol, Phenol oder Botulinumtoxin erfolgen.

## Spezielle Formen der Denervierung
Besondere Formen der Denervierung sind:
- die renale Denervierung[11][12] (auch renale Sympathikusdenervation oder Nierennervenverödung genannt, bis in die 1950er Jahre als subdiaphragmatische Splanchnikektomie ausgeführt[13]),
- die Lobotomie,
- die Ramikotomie beziehungsweise Ramisektion (Durchtrennung oder Teilentfernung (Ramisektion) von Rami communicantes grisei, früher vor allem bei Hyperhidrose[14]),
- die von Otfried Foerster eingeführte Chordotomie (Durchtrennung der Schmerzbahn zwischen Rückenmark und Thalamus, vor allem bei extremen, konventionell nicht stillbaren Schmerzen, beispielsweise bei bestimmten Krebserkrankungen im fortgeschrittenen Stadium.[15] Eine Chordotomie des Vorderseitenstrangs wurde erstmals 1911 von Martin ausgeführt.[16][17]),
- die Rhizotomie (auch Foerster-Operation genannt, die beidseitige intradurale Resektion der hinteren Spinalnervenwurzeln, beispielsweise bei Spasmen[18]),
- die Stoffel-Operation[19] (Durchtrennung der motorischen Tibialisfasern am Bein) nach Adolf Stoffel (1880–1937) als ein Beispiel für die Stoffelung, also für die partielle Resektion motorischer Nervenäste in der Skelettmuskulatur,
- die Splanchnikektomie (Teilentfernung des Nervus splanchnicus) vor allem zur Schmerzausschaltung beim Pankreaskarzinom,[20]
- die Plexus-coeliacus-Blockade zur Behandlung extremer viszeraler Schmerzen[21] und
- die Traktotomie oder Strangdurchschneidung (Durchtrennung von Nervenbahnen im zentralen Nervensystem), etwa als medulläre,[22] pontine oder mesenzephale Traktotomie[23]
- die Denervierung an den kleinen Wirbelgelenken bei Spondylarthrose

## Geschichte
Früher gab es auch
- die sakrale Denervierung der Beckenorgane und des äußeren Genitale zum Beispiel bei Dysmenorrhoe oder Vaginismus,
- die thorakolumbale Denervierung zur Behandlung von Schmerzen oder Durchblutungsstörungen,
- die uterotubare Denervierung bei Störungen des weiblichen Genitale und
- die zervikale Denervierung mit Ausschaltung vegetativer Leitungsbahnen im Halsbereich zum Beispiel bei peripherer Fazialisparese.